# 国际离岸云计算数据特别管理区
国际离岸云计算数据特别管理区，简称云特区，最初为由重慶市人民政府發起的一個網際網路建設计划，后由中共中央支持各地发展，意在建设运行后不受防火长城监控的云计算中心。全國雲服務管理区所跟隨的這種模式正是由重庆市首創。

## 重庆市
重庆市的云特区是中国内地第一个正在建设中的国际离岸云计算数据特别管理区，计划建设于两江新区内分三期建设占地约3平方公里的机房。整个工程占地10平方公里，预计在3-5年内完成。其中第一期工程投资约1.5亿美元，其中机房内部建设，云计算软硬件建设约投资3000万美元。
重庆市建设该特区的目的，主要是为了与印度和马来西亚等国家抢占云计算商业市场，成为国际云计算中心。目前，该计划已经得到了中国移动，中国电信，中国联通等大陆电信企业，与PACNET的支持。
根据新华社的报道，中信建投首席宏观经济分析师魏凤春曾透露，该国际离岸云计算特别管理区被特批不经防火长城，通过专用光缆直接连接国际互聯網，且数据中心与国内网际网路物理隔离。
就目前而言，為規避中國大陸對網際網路政策的不確定的風險，“云特区”只提供给跨国企业使用，与中國大陸的互联网络完全隔离，不与境内法人机构或个人发生任何经济关系。同时，也只有跨国企业能够使用该数据中心，普通中國大陸的人士和機構團體均无权使用。

## 珠海横琴新区
廣東珠海橫琴區也準備與澳門合作，利用澳門大學橫琴校區網際網路建設的經驗，設立橫琴互联网特區。所不同的是，橫琴的建設專案面向全社會人士。在横琴新区与中国国际互联网出入口之间建立起一条专门服务于企业的直连链路，即在横琴的企业不通过公网，而直接通过广州国际通信业务出入口局的国际通信专用通道。
早在2015年10月，横琴新区就启动了国际互联网数据专用通道的申请工作，就横琴建设该专用通道进行了可行性必要性论证。
2018年9月23日前，《横琴新区国际互联网数据专用通道申报方案》评审会在北京召开。经工业和信息化部信息通信管理局组织专家评审，一致同意该方案。
2018年11月30日，横琴新区管委会对外发布：珠海横琴新区国际互联网数据专用通道（以下简称专用通道）申报方案获工业和信息化部正式批复，准予建设。通道建成后，横琴自贸区的国际通信网络性能将大幅提升，国际互联网访问时延、丢包率预计分别下降30%和50%以上。根据方案，专用通道将覆盖横琴新区、保税区、洪湾片区、十字门北片区及珠澳跨境工业园。该申报方案由广东省通信管理局和横琴新区管委会指导，珠海大横琴科技发展有限公司组织申报，中国信息通信研究院和中国电信、中国移动和中国联通广东省分公司和珠海市分公司共同参与完成，申报方案于9月21日通过了工信部组织的专家评审。根据规划，通道建设初期的容量配置为20Gps。根据横琴目前外资企业需求调研，估算得出2018年横琴国际互联网数据专用通道容量需求为1.72Gbps，而到全部建成后将实现至少120Gbps的容量，将充分满足企业需求。
2021年9月，澳门行政长官贺一诚在介绍横琴粤澳深度合作区时，谈到除了“个别具有极端色彩的政治网站”外，都不需要“翻墙”也可在新區访问，與所有在澳门可以接收的网页相同。

## 其他地区
廣東汕頭市也正在建造類似於重慶市的云计算数据管理中心。